# Héctor Hernández García
Héctor Hernández García (6 dicembre 1935 – 15 giugno 1984) è stato un allenatore di calcio e calciatore messicano, di ruolo attaccante.

## Carriera
Con la Nazionale messicana ha preso parte ai Mondiali 1962.